# Infamous (serie)
Infamous, a volte scritto inFAMOUS, è una serie di videogiochi action-adventure sviluppati da Sucker Punch Productions e pubblicati da Sony Computer Entertainment tra il 2009 e il 2014.
La serie conta due capitoli principali (Infamous e Infamous 2) e uno spin-off (Infamous: Second Son), oltre a due espansioni a pagamento (Infamous: Festival of Blood e Infamous: First Light).

## Videogiochi

### Capitoli principali
| Titolo     | Data                                          | Piattaforma   |
| ---------- | --------------------------------------------- | ------------- |
| Infamous   | 26 maggio 2009 29 maggio 2009 5 novembre 2009 | PlayStation 3 |
| Infamous 2 | 7 giugno 2011 8 giugno 2011 7 luglio 2011     | PlayStation 3 |

### Spin-off
| Titolo               | Data                                       | Piattaforma   |
| -------------------- | ------------------------------------------ | ------------- |
| Infamous: Second Son | 21 marzo 2014 22 marzo 2014 22 maggio 2014 | PlayStation 4 |

### Espansioni
| Titolo                      | Data                                            | Piattaforma   |
| --------------------------- | ----------------------------------------------- | ------------- |
| Infamous: Festival of Blood | 25 ottobre 2011 26 ottobre 2011 27 ottobre 2011 | PlayStation 3 |
| Infamous: First Light       | 26 ottobre 2014 27 ottobre 2014 28 ottobre 2014 | PlayStation 4 |

## Ambientazione
La serie è ambientata in una versione alternativa degli Stati Uniti d'America con varie zone somiglianti a località moderne, come Empire City che ricorda New York o New Marais che ricorda New Orléans.

## Modalità di gioco
Il gameplay della serie Infamous è principalmente quello di videogiochi in stile sandbox che combina elementi d'azione, platform e rompicapo. Il giocatore controlla un personaggio con il quale può vagare liberamente per la città grazie alla sua agilità e abilità nello scalare ostacoli simile a quella vista nella serie Assassin's Creed; egli può inoltre scegliere quali azioni il protagonista deve compiere (generalmente basate sull'antitesi tra il bene e il male) e, di conseguenza, influenzare l'aspetto stesso del protagonista e gli avvenimenti futuri della città.